# Guadalupe Bragado
Guadalupe Bragado Cordero Actualmente ocupa el cargo de directora general de Formación Profesional y Enseñanzas de Régimen Especial en la Comunidad de Madrid. Ya en 2007 fue nombrada directora general de Juventud de la Comunidad de Madrid. Anteriormente había sido elegida alcaldesa de Leganés y hasta entonces Presidenta y Portavoz del Grupo Municipal Popular en esta localidad de la Comunidad de Madrid por el Partido Popular, partido en el que milita desde 1998. Nació en Madrid. Es licenciada en Ciencias Políticas y trabajó en el Departamento de Recursos Humanos de AENA.

## Trayectoria en la oposición (2003-2007)
Ha sido vicesecretaria de Nuevas Generaciones y de Formación del PP, hasta que en 2003 fue nombrada candidata a la Alcaldía, presidenta local, vocal del Comité Ejecutivo Regional y de la Junta Directiva del PP de Madrid.  
Encabezó durante las elecciones municipales de 2003 y 2007 la lista más votada en Leganés. En ambos casos los pactos entre el PSOE e IU la impidieron gobernar, si bien en 2007 logró en bastón de mando para su ciudad.

## Alcaldía de Leganés (2007)
Guadalupe Bragado encabezó la candidatura del Partido Popular a la Alcaldía de Leganés por vez primera en el año 2003, obteniendo el mejor resultado de la historia para esta formación política en unos comicios locales, alcanzando una victoria histórica para su partido, que superó por primera vez al PSOE tanto en número de votos como de concejales electos, siendo la candidatura popular la más votada.
Su victoria vino aupada por el gran apoyo popular y de su partido a nivel regional, incorporándola al Comité Ejecutivo Regional y a la Junta Directiva Regional presidida por Esperanza Aguirre.
En 2007 revalidó de nuevo su victoria, pero sin la mayoría absoluta, por lo que PSOE e IU alcanzaron un acuerdo de gobierno que obligaría a Bragado a abandonar la alcaldía a los 23 días.
La moción de censura que presentaron PSOE e IU fue muy controvertida, hasta el punto de entre las propias filas socialistas, se temieron que pudiera reproducirse el episodio de la sesión de investidura, y que la votación resultara finalmente fallida.
El hecho fue que las negociaciones entre PSOE e IU, para el intercambio de competencias de urbanismo, vivienda y otras materias, debieron resultar fructíferas tras la investidura de la recién elegida Alcaldesa, y al cabo de 23 días dieron el salto al sillón municipal.

## Dirección General de la Juventud de la Comunidad de Madrid (2007-2012)
Durante su etapa al frente de la Dirección General, tuvo como objetivo principal la dinamización y el crecimiento del empleo juvenil. Para ayudar a los jóvenes madrileños en este objetivo se promovieron diferentes iniciativas, medidas y actuaciones, encaminadas a facilitar el acceso de los jóvenes al mercado laboral y al autoempleo.
Asimismo, se potenció el Carné Joven como medio para mejorar el acceso de los jóvenes a la cultura, al ocio saludable y el empleo. El carné joven facilitaba también la movilidad entre los jóvenes, con una amplia cobertura para que pudieran viajar por cualquier parte del mundo en las condiciones más seguras y con garantías, disfrutando de miles de ventajas en todas las comunidades autónomas y los más de 37 países europeos adheridos al Carné Joven.
Además, se consolidó el Centro Regional de Información Juvenil con una amplia red de puntos, oficinas y centros por todo el territorio regional, con Asesorías de todas las materias, y concediendo una atención muy especial a las consultas relacionadas con EURODESK, para todos aquellos jóvenes interesados en continuar estudios o trabajar en Europa.